# Constantinos Papamichael
Constantinos Papamichael (Limasol, 6 september 1993) is een Alpineskiër uit Cyprus. In 2014 kwam hij voor Cyprus uit op de Olympische Winterspelen in Sochi op de slalom en de reuzenslalom. Op de reuzenslalom finishte hij als 64ste, 30 seconden achter de winnaar Ted Ligety.
Papamichael begon met alpineskiën op zijn negende, toen hij dertien was werd hij geselecteerd voor het nationale team. Hij deed mee aan het FIS Alpine World Ski Championships 2011 en aan die van 2013. Zijn beste resultaat op het FIS Alpine World Ski Championships was de 45ste plaatst tijdens de slalom in 2013.
In 2014 werd hij gekozen om de vlag te dragen tijdens de openingsceremonie van de Olympische Winterspelen voor Cyprus.